# Athyrium scandicinum
Athyrium scandicinum là một loài thực vật có mạch trong họ Woodsiaceae. Loài này được Fée miêu tả khoa học đầu tiên.